# Blixtsynkronisering

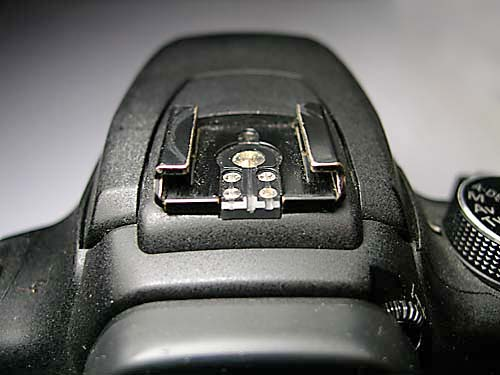
Blixtkontakt

Med blixtsynkronisering i en kamera menas att blixtens ljus sammanfaller med den slutartid under vilken ljuset släpps in i kameran till den fotografiska filmen eller den elektroniska bildsensorn. Ibland används uttrycket ”synktid” för de slutartider som kameran kan användas med blixt.

## Anslutning
I mekaniska kameror består synkroniseringsmekanismen vanligen av en elektrisk kontakt i slutarens mekanism. I en digitalkamera består synkroniseringsmekanismen vanligtvis av en programmerbar elektronisk tidskrets, som i vissa kameror hämtar information från en mekanisk slutarkontakt. Den elektriska anslutningen sker antingen via en standardiserad koaxialkabel (3 mm Prontor/Compur-kontakt) eller via elektriska kontakter i en tillbehörssko.

## M-, F-, FP- och X-synkronisering
Kameror med centralslutare som använde kolvblixtar hade i allmänhet en eller flera synkroniseringar: M (medium), F (snabb) eller FP, avsedda att användas tillsammans med motsvarande typ av blixtlampa/kolvblixt. Dessa synkroniseringar slöt blixtkontakten några millisekunder innan slutaren var öppen, för att placera huvuddelen av blixtljuset under den optimala delen av slutarens öppningstid. De flesta kolvblixtar av standardtyp använde M-synkronisering. Blixtar märkta FP var långsambrinnande kolvblixtar som kunde synkronisera på slutartider 1/60, även med ridåslutare. Både M och FP är numera obsoleta.
Centralslutare, som i allmänhet är mycket små och placerade inne i objektivet, kan röra sig mycket snabbare än en ridåslutare och låta blixten synka vid alla slutartider (upp till 1/1000 med en Rollei PQS-lins). 
X-synkronisering är ett läge för användning med elektronblixt. I X-läget sammanfaller tidpunkten för slutarkontakten med det fullständiga öppnandet av slutaren, eftersom elektronblixten svarar omedelbart. X-synkronisering är den nu förekommande synkroniseringen.
På grund av sin konstruktion tillåter ridåslutare, som används på de flesta spegelreflexkameror, bara blixtsynkronisering vid slutartider som är långsamma nog för att hela slutaren är öppen samtidigt, vanligtvis på slutartiden 1/60 eller längre. Men en del moderna kameror kan ha en X-synkhastighet så hög som 1/500 (till exempel Nikon D70) genom att använda sig av en elektronisk slutare på de kortare tiderna. Elektronisk slutare som används i vissa digitalkameror har inte denna begränsning och kan ge en mycket hög X-synkhastighet. 
Kortare synkhastigheter är användbara eftersom de möjliggör kontroll av bakgrundens ljusstyrka och samtidigt upprätthåller normal blixtexponering av förgrunden (upplättningsblixt), till exempel vid ett objekt med bakomliggande belysning. Andra tillfällen är då man vill undvika rörelseoskärpa, eller vill minska skärpedjupet genom att använda en stor bländare.
Kameror med inbyggd elektronblixt kan också ha inställning för att reglera blixtens styrka, till exempel som upplättningsblixt.

## Synkronisering med 2:a ridån
Vissa moderna elektroniska kameror kan avfyra blixten strax innan ridåslutaren börjar stänga. På rörliga objekt uppstår därför ett svagare bildspår för det läge varifrån objektet kom och en skarp bild där objektet är i slutet av exponeringen. Detta kan användas för att ge en känsla av rörelse. Denna synkronisering kallas för synkronisering med 2:a ridån.

## Historia
Den första kameran som hade blixtsynkronisering var Exakta, 1935. 

## Optisk synkronisering
Vissa blixtaggregat, så kallade slavblixtar, utlöses av huvudblixtens ljus, och kräver därför ingen elektrisk koppling till huvudblixten. 